# Ventosa (objeto)
Una ventosa, es un objeto que utiliza la presión negativa del fluido del aire o agua para adherirse a las superficies no porosas. Existen ventosas creadas artificialmente, y también ventosas naturales, que se encuentran como rasgos anatómicos de algunos animales como pulpos y calamares.

## Mecanismo

La presión sobre la ventosa ejercida por la colisión de las moléculas de gas la mantiene en contacto con la superficie.

La cara «pegable» de la ventosa tiene una superficie curva. Cuando el centro de la ventosa se presiona contra una superficie plana y no porosa, el volumen del espacio entre la ventosa y la superficie plana se reduce, lo que causa que el líquido entre ésta y la superficie sea expulsado más allá del borde de la copa circular. Cuando el usuario deja de ejercer presión física en el centro de la parte exterior de la ventosa, la sustancia elástica de la cual está hecha la ventosa hace que la misma tienda a recuperar su forma original, curva. Debido a que toda la presión ya ha sido forzada a salir del interior de la ventosa, la cavidad que tiende a desarrollarse entre ésta y la superficie plana contiene poco o nada de fluido, y por lo tanto la presión que ejerce sobre la ventosa es despreciable. La diferencia de presión entre la atmósfera en el exterior de la ventosa, y la cavidad de baja presión en el interior de la estructura, es lo que mantiene la ventosa adherida a la superficie.
La duración del efecto de succión depende principalmente de cuánto tiempo toma que el fluido se filtre de nuevo en la cavidad entre la ventosa y la superficie, igualando la presión con la atmósfera circundante. Esto depende de la porosidad y rugosidad de la superficie y del borde de la ventosa.
Se cree que las ventosas artificiales han sido utilizadas por primera vez en el siglo III a. C., y estaban hechas de calabazas. Se utilizaban para succionar la «mala sangre» de los órganos internos a la superficie. Se atribuye a Hipócrates la invención de este procedimiento. Las ventosas se utilizan en dardos y también se pueden encontrar en los émbolos. 
Para calcular la fuerza de una ventosa, se utiliza la fórmula:
{\displaystyle F=AP,}
donde F es la fuerza, A el área y P la presión.
Esto se deriva de la definición de presión, que es:
{\displaystyle P={\frac {F}{A}}.}
Por ejemplo, una ventosa de radio de 2,0 cm tiene una superficie de π (0,020 m)² = 0,0013 m². Utilizando la fórmula de la fuerza (F = AP), el resultado es F = (0,0013 m²) (100 000 Pa) = 130 N, suponiendo que la presión dentro de la ventosa es insignificante si se compara con la presión atmosférica (alrededor de 101 000 Pa).

## Usos

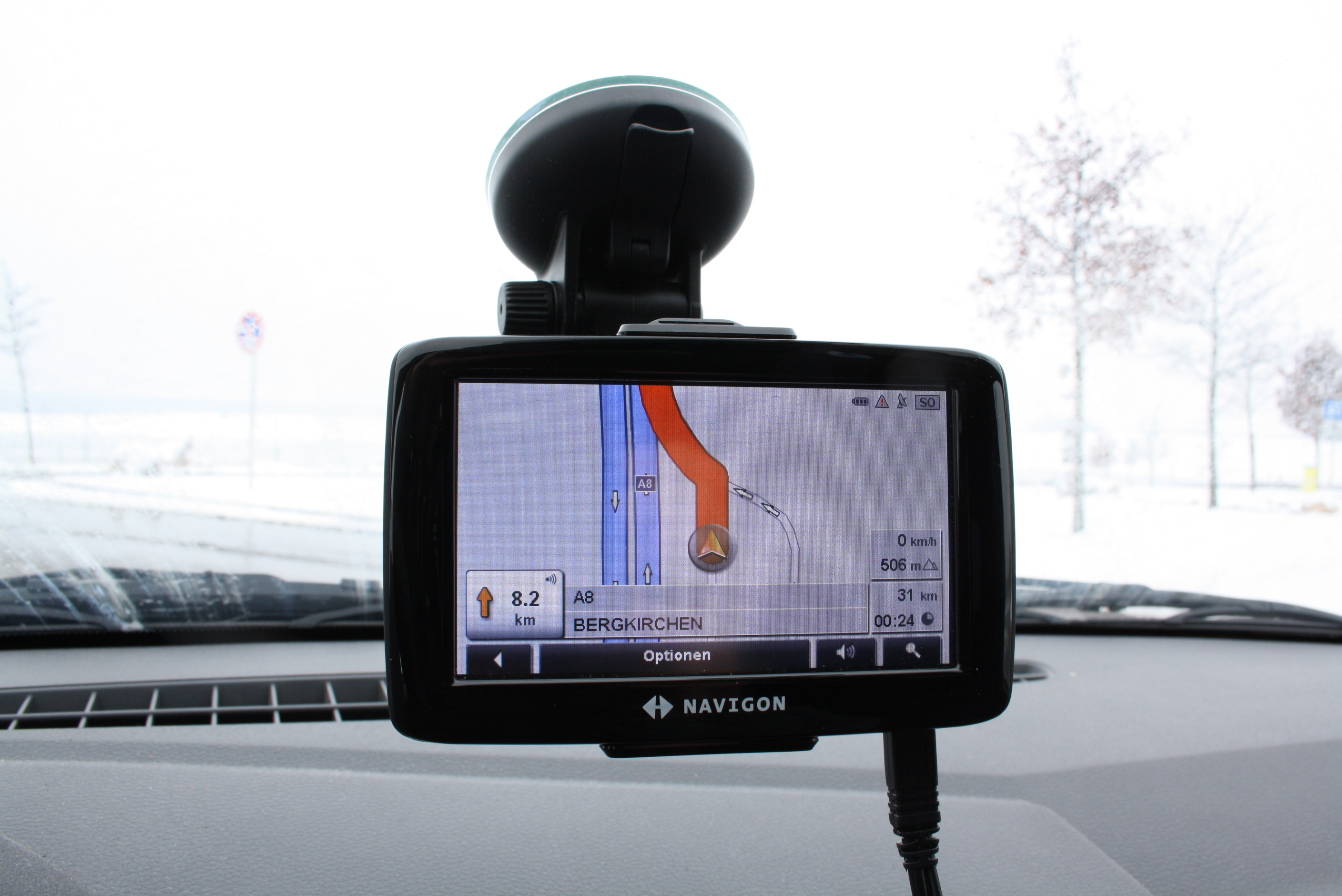
Ventosa sujetando un navegador GPS.

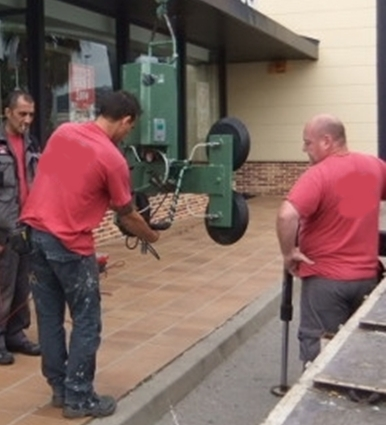
Operarios manejando una ventosa eléctrica utilizada para la manipulación de grandes vidrios.

Las ventosas tienen una serie de aplicaciones comerciales e industriales. En los entornos de oficina y del hogar, se utilizan comúnmente para colocar los objetos en superficies no porosas verticales como, puertas del refrigerador y paredes de azulejos. Ventosas industriales de gran tamaño y diferentes mecanismos, (manuales, eléctricas, etc) se utilizan para mover grandes piezas de vidrio y se utiliza a menudo durante el montaje de los parabrisas de automóviles, levantamiento de baldosas, etc.
Las ventosas especializadas también han sido utilizadas por escaladores urbanos para escalar edificios con superficies lisas exteriores.